# Amanda Tepe
Pour les articles homonymes, voir Tepe.
Amanda Tepe, née le 16 octobre 1977 est une actrice américaine.
Elle se produit parfois sous le nom de Manda Tepe.

## Biographie
Amanda Tepe est née le 16 octobre 1977 à Norwood, Ohio,.
Elle a obtenu son baccalauréat en beaux-arts à California Institute of the Arts et détient une maitrise des arts en Educational Theatre de l'université de New York.
Au cinéma, elle joue dans plusieurs courts et longs métrages. Elle incarne divers personnages dans la série télévisée Wizards of Waverly Place et apparaît dans des émissions telles que General Hospital, Dexter, Studio 60 on the Sunset Strip, la série Castle et Cory in the House.

Amanda Tepe joue au théâtre dans diverses productions de Los Angeles, y compris des spectacles avec lElephant Theatre, le McCadden Place Theatre, le Whitefire Theatre, lACME Comedy Theatre et l'Interact Theatre Company, dont elle est membre. 

## Filmographie

### Cinéma
- 2010 : Amiennemies : Kathleen
- 2010 : Jelly : Pot Induced Girl
- 2010 : Subject 15 : Kelly
- 2009 : Smile Pretty : Danielle
- 2009 : Dandelion Dharma : Trudy
- 2008 : Side Effects : Jo
- 2007 : Halloween : Female Student
- 2006 : Crazy : Gail Garland
- 2006 : Bottoms Up : MU Aurora
- 2006 : Pulse : Grad Student/Margaret
- 2005 : Iowa : Dominique
- 2005 : Save the Mavericks : Kellie
- 2004 : Framed : Jackie
- 2003 : BachelorMan
- 2003 : 7 Songs : Female Fan
- 2003 : A Confession : Amanda
- 2002 : Le complexe : Girlfriend
- 2002 : Les superficiales : Antoine's Stepmom
- 2001 : Heroine Helen : Farrah
- 2000 : Tachyon: The Fringe (voix)

### Télévision
- 2013 : Castle : Monica Lane (1 épisode The human factor)
- 2010 : Mon ex-futur mari (téléfilm) : Marguerite
- 2009 - 2012 : Des jours et des vies : Joanne Leoni
- 2009 : FBI : Portés disparus : Kelly
- 2007 - 2008 : Les Sorciers de Waverly Place : Saison 1 : Episodes 1, Vendeuse boutique, Episode 2, Hôtesse d'accueil Restaurant Mini rêve, Episode 4, Gérante boutique Gurt barn, Episode 7, Hôtesse Hôtel des fleurs, Episode 8, Agent sécurité expo chiens, Episode 14, Hôtesse d'accueil Volcano Land, Episode 21, Hélène gardienne de musée.
- 2007 - 2008 : Cory est dans la place : Tour Guide
- 2008 : October Road : Jody Watson
- 2004 - 2007 : Hôpital central : Colleen McHenry
- 2006 : Dexter : Young Lab Tech
- 2006 : Studio 60 on the Sunset Strip : Bobbie
- 2006 : Phénomène Raven : Becky
- 2005 : The Inside : Dans la tête des tueurs : Spikey Redhead
- 2005 : Entourage : Mac Assistant Manager